# Санаторио Сан Луиђи (Торино)
Санаторио Сан Луиђи је насеље у Италији у округу Торино, региону Пијемонт.
Према процени из 2011. у насељу је живело 8 становника. Насеље се налази на надморској висини од 283 м.